# Liste der Kulturdenkmäler in Frankfurt-Eschersheim
Diese Liste enthält alle Kulturdenkmäler in Frankfurt-Eschersheim, einem Stadtteil von Frankfurt am Main, im Sinne des Hessischen Denkmalschutzgesetzes.
Grundlage ist die Denkmaltopographie aus dem Jahre 1994, die zuletzt 2000 durch einen Nachtragsband ergänzt wurde.

## Kulturdenkmäler in Eschersheim
| Bild                                 | Bezeichnung                          | Lage                                                 | Beschreibung | Bauzeit         | Objekt-Nr. |
| ------------------------------------ | ------------------------------------ | ---------------------------------------------------- | --- | --------------- | ---------- |
| Emmauskirche Kirchhofmauer Torbogen  | Tor zur Kirche                       | Alt-Eschersheim 22 LageFlur: 12, Flurstück: 27       | Tor zur Kirche | 1892            |            |
| weitere Bilder                       | Evangelische Emmauskirche            | Alt-Eschersheim 22 LageFlur: 12, Flurstück: 27       | Barock erweiterte Saalkirche mit dreiseitig geschlossenem, gotischem, durch Strebenpfeiler akzentuierten Chor und breiterem Schiff von 1752-1754 samt Haubendachreiter. An der Mauer verschiedene Grabsteine, im Inneren barocke Empore sowie Kanzel um 1700   | 1752–1754       | 154782 DDB |
| weitere Bilder                       | Wohnhaus Alt-Eschersheim 71          | Alt-Eschersheim 71 LageFlur: 13, Flurstück: 17/2     | Repräsentatives klassizistisches Wohnhaus von 1836 als Ersatz für das alte Pfarrhaus (Geburtsstätte des Chemikers Friedrich Wöhler) | 1836            | 154785 DDB |
| weitere Bilder                       | Wasserturm                           | Am Lindenbaum LageFlur: 5, Flurstück: 1/135          | Turmbau von 1901 in barockisierenden Formen mit kegelförmigem Schaft, zylindrischem Aufsatz auf Kragarmen und zweigeschossigem verschiefertem Bassin. Ziererker und Türmchen an der Nordseite                                                                  | 1901            | 154784 DDB |
| Hofreite                             | Hofreite Endsbornstraße 1            | Endsbornstraße 1 LageFlur: 13, Flurstück: 40,41/1    | Hofreite auf L-förmigem Grundriss aus barockem Fachwerkhaus des 18. Jahrhunderts unter Verputz mit charakteristischem Erker auf profilierten Eichensäulen über dem Eingang. Benachbarte Scheune in Sichtfachwerk                                               | 18. Jahrhundert | 154785 DDB |
| weitere Bilder                       | katholische St. Josephskirche        | Josephskirchstraße 7 LageFlur: 8, Flurstück: 582/6   | Pfarrkirche von 1914 im neoromanischen Stil als dreiapsidiale Basilika mit Querschiff und kleinem Fronttürmchen. An der Südseite mächtiger Chorflankenturm in reichen historisierenden Formen der rheinischen Spätromanik. Alter Friedhof an der Josephskirche | 1914            | 154786 DDB |
| Doppelwohnhaus Lindenring 45         | Doppelwohnhaus Lindenring 45         | Lindenring 45 LageFlur: 10, Flurstück: 68/1          | Doppelwohnhaus am Niddahang mit freistehender Garage. Nach Entwurf von Meid und Romeick als Direktorenvilla für die Bank Deutscher Länder erbaut. | 1950/51         | 157781     |
| Dammdurchlass - Eisenbahntopographie | Dammdurchlass - Eisenbahntopographie | Dreihäusergasse östlich LageFlur: 4, Flurstück: 86/1 | Tonnengewölbter Dammdurchlass aus Sandstein für einen Fußweg zwischen Dreihäusergasse und Kobbachstraße. Eisenbahntopographie E 195 (km 191,19) | 1848            | 158362 DDB |
| weitere Bilder                       | Ziehenschule und Aula                | Josephskirchstraße 9 LageFlur: 9, Flurstück: 38/16   | | 1848            | 202569 DDB |
| Siedlung Am Lindenbaum               | Siedlung Am Lindenbaum               | LageFlur: 5, 6, Flurstück: 1/206, 699/1              | | 1848            | 926027 DDB |